# Giovane Élber
Élber Giovane de Souza (Londrina, 23. srpnja 1972.), poznatiji kao Giovane Élber, bivši je brazilski nogometaš. Élber je u najboljim godinama bio jedan od najboljih napadača u Europi. Uz sjajnu završnicu, imao je i savršen pasing. Uz to, Élber je najbolji strani strijelac u povijesti Bundeslige. Trenutno radi kao skaut Bayern Münchena i traži talentirane Brazilce. Njegov najpoznatiji transfer je dovođenje 20-godišnjaka Brenu Borgesa.
Elber je 15 puta nastupio za brazilsku reprezentaciju, pritom zabivši sedam pogodaka. 

## Nagrade i uspjesi
Klupski uspjesi
- Njemački prvak: 1998./99., 1999./00., 2000./01., 2002./03.
- Francuski prvak: 2003./04., 2004./05.
- Švicarski kup: 1994.
- Njemački kup: 1997., 1998., 2000., 2003.
- Francuski superkup: 2004.
- Liga prvaka: 2001.
- Interkontinentalni kup: 2001.
- Campeonato Mineiro: 2006.

Osobni uspjesi
- kicker Torjägerkanone: 2003.
- Njemačko prvenstvo: Najbolji strani strijelac ikad (133)

## Vanjske poveznice
- CBF statistika  Arhivirana inačica izvorne stranice od 6. veljače 2009. (Wayback Machine) (port.)
- Profil na Sambafoot.com (engl.)
- Profil na National-Football-Teams.com (engl.)
- Profil  Arhivirana inačica izvorne stranice od 11. studenoga 2012. (Wayback Machine) na FIFA.com (engl.)